# Young Dolph
Адолф Роберт Торнтон Млађи (енгл. Adolph Robert Thornton Jr.; Чикаго, 27. јул 1985 — Мемфис, 17. новембар 2021), познатији као Young Dolph (транскр.  Јанг Долф), био је амерички репер и аутор песама. Свој први студијски албум је издао 2016. године под називом King of Memphis. Остварио је сарадњу са репером O.T. Genasis на синглу Cut It. Његов најуспешнији албум био је Rich Slave из 2020. и нашао се на 4. месту Billboard 200 листе. Убијен је 17. новембра 2021. године у Мемфису.

## Дискографија

### Студијски албуми
- King of Memphis (2016)
- Bulletproof (2017)
- Thinking Out Loud (2017)
- Role Model (2018)
- Dum and Dummer (2019)
- Rich Slave (2020)
- Dum and Dummer 2 (2021)

### Компилације
- Paper Route Illuminati (2021)

### Синглови
- Get Paid (2016)
- Play Wit Yo Bitch (2017)
- 100 Shots (2017)
- Bagg (2017)
- While U Here (2017)
- Believe Me (2017)
- Drippy (2017)
- Major (2018)
- Sunshine (2020)
- RNB (2020)
- Blue Diamond (2020)
- Death Row (2020)
- Aspen (2021)